# Vasile Năstase
Vasile Dorel Năstase (ur. 1 stycznia 1962 w Podu Turcului) – rumuński wioślarz. Srebrny medalista olimpijski z Barcelony.
Zawody w 1992 były jego jedynymi igrzyskami olimpijskimi. Zajął drugie miejsce w ósemce. Zdobył trzy medale mistrzostw świata: złoto w 1989 w czwórce ze sternikiem, srebro w ósemce w 1993 i brąz w tej samej konkurencji w 1994.